# Jiri Lev
Jiri Lev (Brno, 1979) è un architetto ceco naturalizzato australiano, che lavora nel campo dell'architettura pubblica, residenziale e di soccorso in caso di calamità..
Le sue opere sono note per il loro stile architettonico altamente vario e appropriato a livello locale, l'applicazione rigorosa dei principi di progettazione sostenibile e l'uso prolifico di materiali da costruzione naturali, quasi grezzi e di provenienza locale, come legno, pietra, canapa, canite o prodotti in argilla e calce (Gulgong Holtermann Museum, Courtyard House, Tasmanian House).
Insegna architettura sostenibile e resiliente in conferenze, seminari e scrittura. Promuovendo la progettazione architettonica specifica a livello regionale, si riferisce spesso all'architettura vernacolare e ai principi della nuova urbanistica, rifiutando le tendenze del design globalizzato come distruttive per il genius loci.

## Biografia
Lev è nato in Repubblica Ceca (allora parte della Cecoslovacchia) da genitori Jiri Loew, architetto, accademico e politico ceco e Lydie Loewova, architetto. Prima della Rivoluzione di velluto la famiglia era perseguitata dal regime comunista.
Ha stabilito per la prima volta il suo studio di design multidisciplinare a Praga nel 1998.
Nel 2005 si è trasferito in Australia, dove successivamente ha studiato architettura all'Università di Newcastle con Richard Leplastrier e Kerry e Lindsay Clare. All'università iniziò a formulare principi architettonici che sarebbero poi diventati i fondamenti dell'architettura complementare.
Nel 2014 Lev ha fondato ArchiCamp, un raduno di base di abili architetti e studenti di architettura, introducendo il concetto di eventi in stile guerrigliero liberamente organizzati, incentrati sull'apprendimento e interventi architettonici invitati all'interno di comunità rurali svantaggiate o colpite da disastri.
In risposta agli incendi boschivi australiani del 2019-20, Lev ha istituito Architects Assist, un'organizzazione professionale di architetti che fornisce assistenza pro bono alla comunità, per fungere da «piattaforma per un accesso equo a un'architettura sostenibile e resiliente». A metà del 2020 l'organizzazione rappresentava 600 studi di architettura partecipanti e 1500 studenti volontari.
Nel 2020 Lev ha rivelato i piani per due insediamenti modello in Tasmania che avrebbero affrontato le crisi abitative e ambientali. I progetti erano vagamente ispirati al movimento di cohousing ed ecovillaggio, nonché agli insediamenti europei tradizionali.